# Leif Christersson
Leif Christersson   (22 de gener de 1932 - 13 de desembre de 2000) fou un atleta suec, especialista en curses de velocitat, que va competir durant la dècada de 1950.
En el seu palmarès destaca una medalla de bronze en els 4x100 metres del Campionat d'Europa d'atletisme de 1950, formant equip amb Gote Kjellberg, Stig Danielsson i Hans Rydén. També guanyà dos campionats nacionals, dels 100 metres el 1950 i dels 200 metres el 1951.

## Millors marques
- 100 metres. 10.7" (1955)
- 200 metres. 21.7" (1958)[4]